# 秋田県高等学校一覧
| 総数                                        | 48校・3分校      |
| 国立                                        | 1校              |
| 公立                                        | 43校・3分校      |
| 私立                                        | 4校              |
| 教育委員会所在地                            | 〒010-8580       |
| 秋田県秋田市山王三丁目1-1 秋田県第二庁舎7階 |                  |
| 公式サイト                                  | 秋田県教育委員会 |

秋田県高等学校一覧（あきたけんこうとうがっこういちらん）は、秋田県の高等学校の一覧。
全日制課程の存在しない高等学校については、定時制は「○○高等学校｛定時制｝」通信制は「○○高等学校｛通信制｝」定時制・通信制共に存在する場合は、定時制表記で記載する。

## 国立高等学校

### 国立高等専門学校

#### 秋田市
- 秋田工業高等専門学校

## 公立高等学校

### 県立高等学校
- 学区は県内一学区（2005年より）昔は三学区
- 前期選抜は県外からの出願も可能
- 青森、岩手両県と公立高校の相互志願を認める隣接県協定を締結している。
  - 青森県との協定は、鹿角、大館、北秋田、能代の各市と小坂、藤里、八峰の各町と青森県津軽地方（弘前、黒石、五所川原、平川の各市、南津軽、西津軽、北津軽の各郡および青森市浪岡、十和田市奥瀬十和田）相互間。
  - 岩手県との協定は、鹿角、仙北、横手（旧市内と旧山内村）、小坂各市町と岩手県八幡平、北上、雫石、西和賀の各市町相互間。

#### 秋田市
- 秋田県立秋田高等学校
- 秋田県立秋田北高等学校
- 秋田県立秋田南高等学校（中学校併設）
- 秋田県立秋田中央高等学校
- 秋田県立新屋高等学校
- 秋田県立秋田工業高等学校
- 秋田県立金足農業高等学校
- 秋田県立秋田明徳館高等学校｛単位制｝

#### 横手市
- 秋田県立横手高等学校
- 秋田県立横手城南高等学校
- 秋田県立横手清陵学院高等学校（中学校併設）
- 秋田県立増田高等学校
- 秋田県立雄物川高等学校
- 秋田県立平成高等学校

#### 大館市
- 秋田県立大館鳳鳴高等学校
- 秋田県立大館国際情報学院高等学校（中学校併設）
- 秋田県立大館桂桜高等学校

#### 能代市
- 秋田県立能代高等学校
  - 秋田県立能代高等学校二ツ井キャンパス｛定時制｝
- 秋田県立能代松陽高等学校
- 秋田県立能代科学技術高等学校

#### 由利本荘市
- 秋田県立本荘高等学校
- 秋田県立由利高等学校
- 秋田県立西目高等学校
- 秋田県立矢島高等学校
- 秋田県立由利工業高等学校

#### 湯沢市
- 秋田県立湯沢高等学校
- 秋田県立湯沢翔北高等学校
  - 秋田県立湯沢翔北高等学校雄勝校

#### 大仙市
- 秋田県立大曲高等学校
- 秋田県立大曲工業高等学校
- 秋田県立大曲農業高等学校
  - 秋田県立大曲農業高等学校太田分校
- 秋田県立西仙北高等学校

#### 仙北市
- 秋田県立角館高等学校

#### 男鹿市
- 秋田県立男鹿工業高等学校
- 秋田県立男鹿海洋高等学校

#### 北秋田市
- 秋田県立秋田北鷹高等学校

#### 鹿角市
- 秋田県立鹿角高等学校

#### にかほ市
- 秋田県立仁賀保高等学校

#### 潟上市
- 秋田県立秋田西高等学校

#### 仙北郡

##### 美郷町
- 秋田県立六郷高等学校

#### 雄勝郡

##### 羽後町
- 秋田県立羽後高等学校

#### 南秋田郡

##### 五城目町
- 秋田県立五城目高等学校

### 市立高等学校

#### 秋田市
- 秋田市立御所野学院高等学校（中学校併設）
- 秋田市立秋田商業高等学校

## 私立高等学校

### 秋田市
- ノースアジア大学明桜高等学校
- 聖霊学園高等学校
- 国学館高等学校
- 秋田令和高等学校

### 大仙市
- 秋田修英高等学校